# Miles Straume

Miles Straume

Miles Straume este unul dintre personajele principale ale serialului Lost. El este interpretat de actorul Ken Leung. A apărut în serial ca personaj secundar în Sezonul 4, făcând parte din echipajul navei "Kahana". Din sezonul 5 joacă un rol principal. Este cunoscut pentru calitățile de medium, putând vorbi cu morții.